# 约瑟夫·内克曼
约瑟夫·内克曼（德語：Josef Neckermann，1912年6月5日—1992年1月13日），德国男子马术运动员。他曾代表德国联队和西德参加1960年、1964年、1968年和1972年夏季奥林匹克运动会马术比赛，获得二枚金牌、二枚银牌和二枚铜牌。